# Izjaslav Jaroslavič
Izjaslav Jaroslavič (rusky Изяслав Ярославич; 1024 – 3. října 1078) byl kníže Turova (před rokem 1054), novgorodský kníže (1052–1054) a kníže Kyjevské Rusi (1054–1068, 1069–1073 a 1077–1078. Byl nejstarším synem Jaroslava Moudrého a Ingegerdy Švédské.
Po smrti svého otce se Izjaslav stal knížetem Kyjevské Rusi společně se svými bratry Vselovodem a Svjatoslavem. Této trojici se říkalo Jaroslavci, něco jako římský triumviát. Jaroslavci se ale už asi v roce 1070 rozpadli a bratři začali proti sobě válčit. První zemřel Svjatoslav poté, co mu měl být při chirurgickém zákroku odstraněn nádor. Poté zemřel Izjaslav v bitvě nedaleko Černigova po zákeřné ráně do zad.